# Leuchtturm Perwomajskyj
Der Leuchtturm Perwomajskyj (ukrainisch Маяк Дніпро-Лиманський передній, russisch Первомайский маяк) ist ein wichtiges Navigationsmittel des Schwarzen Meeres. Er befindet sich auf einer künstlich angelegten Insel, drei Kilometer südlich der ukrainischen Hafenstadt Otschakiw am Ende des Dnepr-Bug-Limans zum Schwarzen Meer. Die gleichnamige Insel Perwomajskyj liegt strategisch hinter einer Meeresenge zwischen Otschakiw im Norden und dem Ende der Landzunge der Kinburn-Halbinsel im Süden (1992 zum Landschaftspark Kinburnskaja Kossa [Кинбурнская коса] erklärt).
Zur Sicherung der friedlichen Schifffahrt erfolgte in den folgenden Jahren von der Insel ein stationärer Lotsendienst und später wurde ein Richtfeuer für die Passage der Dnepr-Bug-Mündung errichtet.

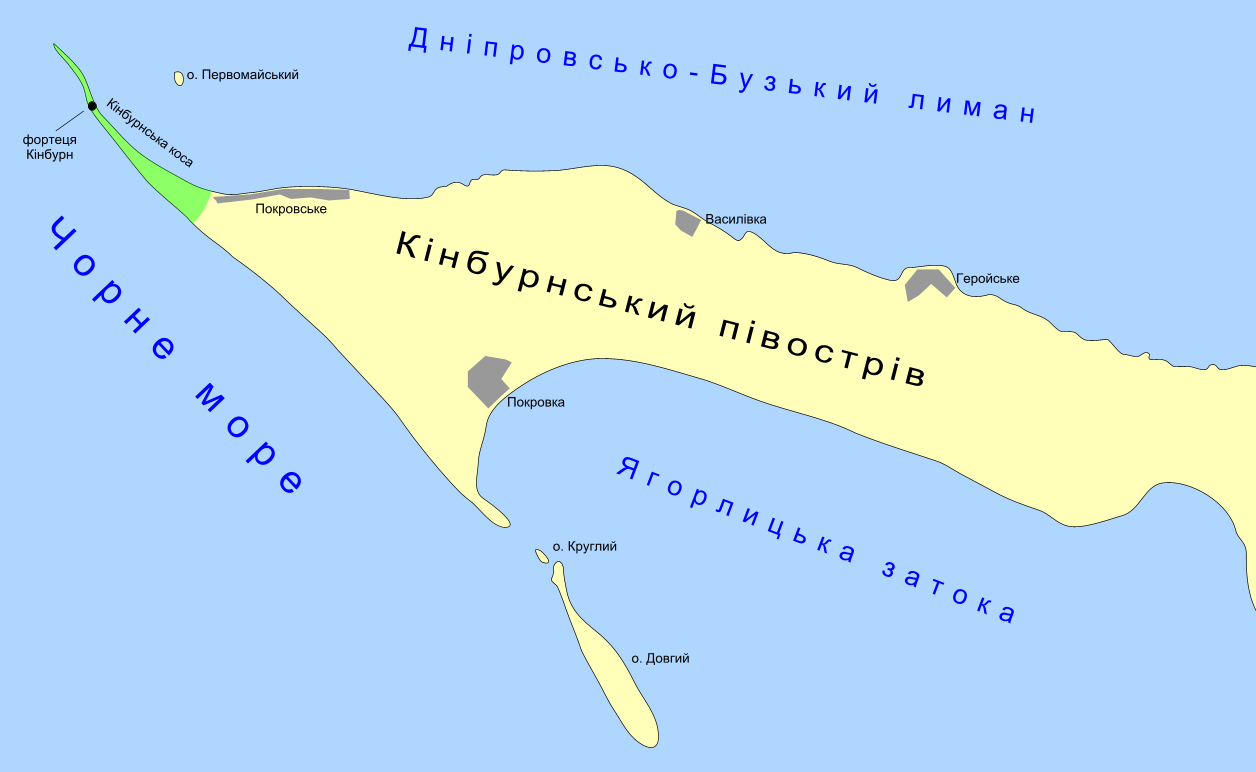
Lage der Insel

## Geschichte
Die über zweihundertjährige Geschichte der Leuchtturm-Insel geht auf den russischen Fürsten Grigori Potjomkin (1739–1791) zurück, der maßgeblich die Besiedlung der Schwarzmeerregion vorangetrieben hatte. Nach dem siegreichen Angriff auf Otschakiw erkannte er, dass es notwendig war, die Verteidigung des Eingangs zur Mündung zu organisieren. Durch seinen Tod blieb allerdings alles bei vorbereitenden Arbeiten.
Die Initiative zum Inselbau – als Ergänzung zur See-Festung Kinburn – während des Russisch-Türkischen Kriegs (1768–1774) geht zurück auf den russischen General Alexander Suworow (1730–1800). Festungsbauer war der deutsch-baltische General Eduard Totleben (1818–1884), der 1876 mit der Verteidigung der Schwarzmeerküste und somit auch der Seeverteidigung von Otschakiw beauftragt wurde. Das Projekt der neuen Batterie wurde von Ingenieur Herman Pauker entwickelt, dem Erbauer von Fort Konstantin in Kronstadt. Die alte Festung Kinburg, auf der Spitze der vorgelagerten Halbinsel, wurde zurückgebaut und die Steine beim Bau der neuen Batterie verwendet.
Die 25-jährige Bauphase endete 1895. Der erste Name der Insel war Insel der Artillerie-Batterien (russisch Остров Артиллерийской батареив), später Fort Nikolajew (russisch Остров форт Николаевский). Die Insel sollte den Dnepr-Bug-Liman schließen und mit den stationierten Kanonen türkische Angriffe auf die Städte Cherson, Mykolajiw und Otschakiw abwehren.
Da die ursprünglich vor der Revolution installierten Geschütze veraltet waren, wurde die Batterie modernisiert. Die Modernisierung dauerte zwar lange und war schwierig – von 1925 bis 1939. Ende der 1920er Jahre wurden die 130-mm-Kanonen demontiert und die Anzahl der 203-mm-Kanonen auf vier erhöht sowie 4 × 76-mm-Flugabwehrgeschütze installiert.
Während des Zweiten Weltkriegs hatte die Insel wieder eine große militärische Bedeutung und war mehrfach deutschen Bombardierungen ausgesetzt. Im September 1941 wurden die Kanonen von der Besatzung gesprengt und die Insel gelangte unter deutsche Besetzung.
Nach dem Zweiten Weltkrieg wurde die Insel zur Basis der größten Einheit des Spezialgeheimdienstes der Marine der UdSSR. Seit 1961 war die 17. Brigade der sowjetischen Schwarzmeerflotte, eine Kampfschwimmer-Spezialeinheit, auf der Insel stationiert. Ihr letzter Kommandeur war von 1988 bis zur Auflösung 1992 Kapitän zur See Anatoliy Karpenko (1948–2017).

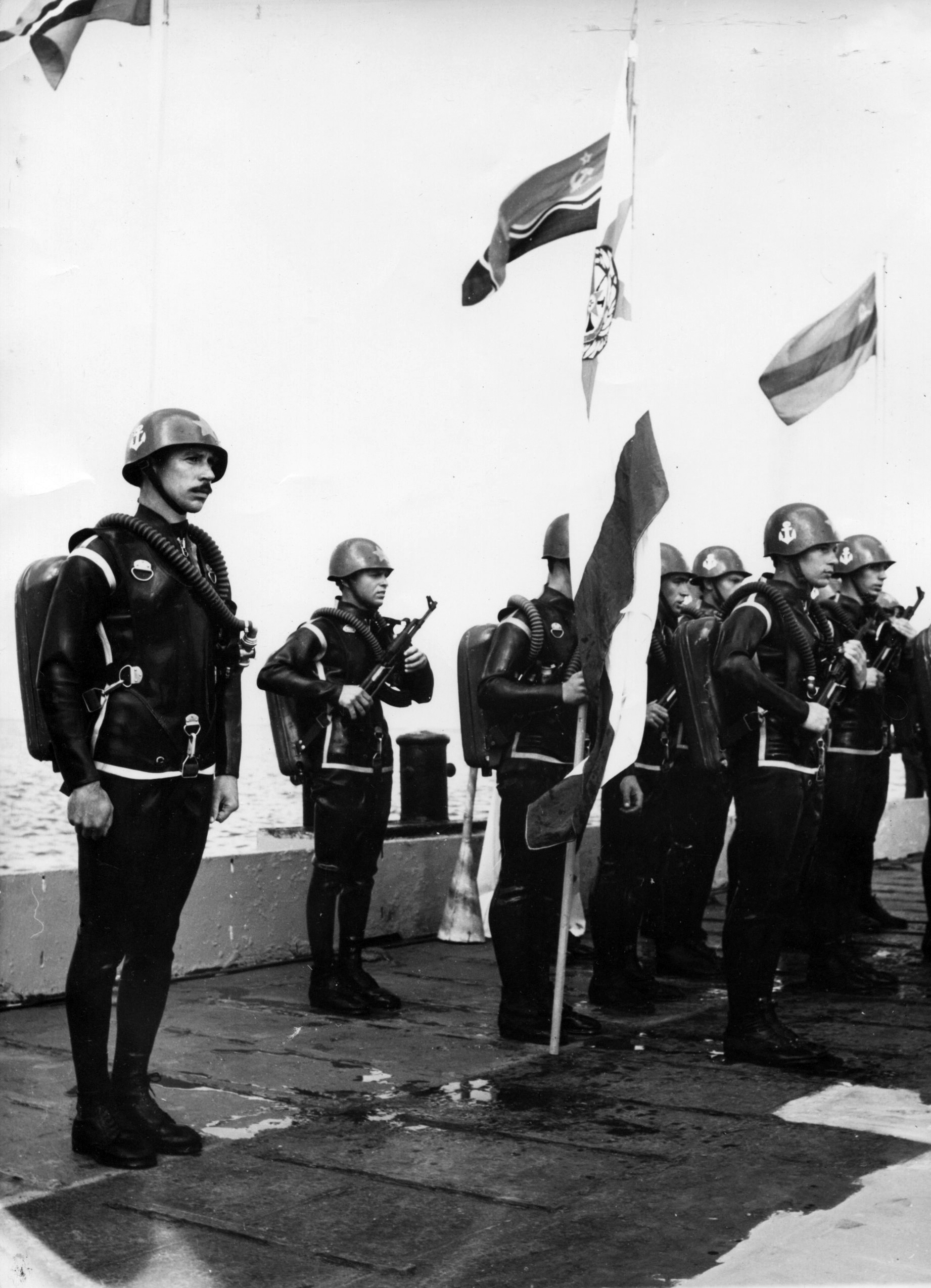
Kampfschwimmer der 17. Brigade, Leutnant Anatoliy Karpenko, 1970er Jahre

Grundriss der Insel Perwomajskyj

Nach der Auflösung der Sowjetunion waren die verbliebenen ukrainischen Soldaten (die anderen durften die Einheit verlassen) die erste Militäreinheit, die den Treueschwur auf die unabhängige Ukraine ablegte. Erster Kommandant der 7. Sonderbrigade für Spezialoperationen der ukrainischen Marine war Kapitän zur See Anatoliy Karpenko.
Neuer Eigentümer der Insel wurden Kampfschwimmer der ukrainischen Marine. Im August 2004 wurde die Einheit aufs Festland verlegt und die militärische Nutzung aufgegeben. Mehrere Versuche, eine touristische Nutzung der Insel zu schaffen, scheiterten, seit 2015 steht die Insel als Eigentum des ukrainischen Verteidigungsministeriums zum Verkauf.

## Beschreibung
Zusammen mit dem Bau der Artillerie-Festung erfolgte um 1890 der Aufbau eines gusseisernen Leuchtturms. Er steht auf einem quadratischen Fundament und hat eine Galerie um das Laternenhaus. Das Unterfeuer ist weiß gestrichen.

## Richtfeuer
Ca. 70 m östlich des Leuchtturms steht das Oberfeuer Dnipro-Lymanskiy Sadniy  (UKR-039), ein quadratischer schwarzer Stahlgitterturm, jedoch ca. 24 m hoch. Auf der obersten Plattform befinden sich die Laternen. Als Taglichtzeichen befindet sich in Peilung eine schwarz gestrichene, mittig weiße Lattung.